# Loiano
Loiano ist eine italienische Gemeinde der Metropolitanstadt Bologna mit 4510 Einwohnern (Stand 31. Dezember 2023). Sie liegt im Savena-Tal, 35 km weit von Bologna, an der Staatsstraße, die die Hauptstadt der Emilia-Romagna mit Florenz durch den Bergjoch Futapass verbindet.

## Geschichte
Der Ortsname leitet sich von zwei möglichen Ursprüngen ab: entweder aus lateinisch Lollius oder lolium (Lolch, Taumel-Lolch), obwohl die Herkunft im Kirchennamen viel möglicher ist. Sicherlich wurde das Gebiet in römischer Zeit stark besiedelt, gerade dank seiner Durchfahrts- und Verbindungslage zwischen Bologna und Florenz. Nachfolgend wurde das Gebiet den Langobarden überlassen, dann den Franken und schließlich den Markgräfen der Toskana. Um 1000 ging das Gebiet in die Hände der Ubaldinis (ansonsten als di Mugello bekannt) und der Canossa über. Matilde verschenkte ihren Besitz in dieser Gegend der Kirche von Pisa, dann übernahmen den Besitz die Bologneser. Die Besitze der Ubaldinis blieben hingegen lange Zeit. In Loiano siedelte sich das Familienhaus der Gräfe von Loiano, die im Gemeindegebiet und in den Gebieten vom Idice- und Zena-Tal regierten. Die Herrschaftslage in einem breiten Gebiet des Apennins um Bologna löste eine Herausforderung mit den Bolognesern aus, deren Verkehr nach Florenz sie sperrten. Die langen und intensiven Streitigkeiten kamen 1266 zu Ende, als Ubaldino di Ottocherio da Loiano die Burg Loiano den Bolognesern verkaufte. Aber die Streitigkeiten waren der Fortdauer geweiht und die Burg selbst wurde viele Male zerstört und wieder aufgebaut. Erst 1402 kamen die Streitigkeiten, als Giovanni I. die Burg endgültig zerstörte. Seither befolgte das Gemeindegebiet die Ereignisse von Bologna und, nach dem Fall des Kirchenstaates, wird es ins Königreich Italien einverleibt. Im Rahmen der Amtsrenovierungen, die ab der Napoleonszeit aufeinander folgten, wurden die Gemeinden Loiano, Barbarolo, Bisano, Campeggio, Roncastaldo, Scascoli festgelegt. 1810 wurden die verschiedenen Gemeinden in die Gemeindegebiete Loaino und Roncastaldo vereinigt, um schließlich lediglich an die Gemeindeeinheit Loiano mit den obengenannten Ortschaften zu gelangen. In der lokalen Geschichte ist eine Ausschreitung von 1850 gegen die Wehrpflicht zu verzeichnen. 1880 wurde eine Krankenkasse gegründet und in der ersten Nachkriegszeit ging eine sozialistische Koalition an die Macht, bald durch die faschistische Regierung ersetzt. In der zweiten Nachkriegszeit ereignete sich im Gebiet ein intensiver Landfluchtprozess, die seit Ende der 1960er Jahre eine Kehrtwendung getroffen hat.

## Sehenswürdigkeiten

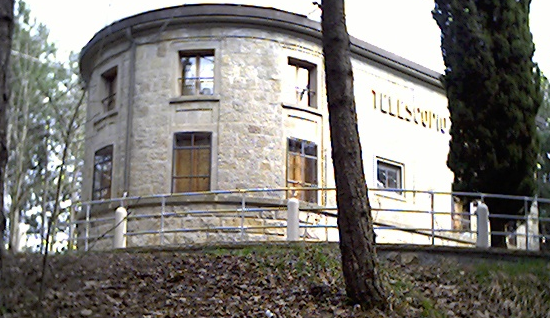

Historisch wertvoll ist die Pfarrkirche Loiano, die den Heiligen Giacomo und Margherita gewidmet ist. Im Innern sind eine Leinwand, die S.Giacomo di Calvaert darstellt, und eine Skulptur der Jungfrau von Angelo Piò aufbewahrt.
Hier sind zwei Inschriften zu lesen: die eine erinnert daran, dass hier der Papst Pius VII. übernachtete.
Die zweite bezeugt ein wichtiges Ereignis, und zwar dass hier 1859 in der Villa sich Bettino Ricasoli, Luigi Carlo Farini, Lionello Cipriani, Marco Minghetti und Rodolfo Audinot trafen und festlegten, alle Grenzkontrollen zwischen Toskana, Romagna, Modena und Parma abzuschaffen und die künftigen Maßnahmen zum Anschluss Mittelitaliens ans Königreich Italien zu treffen.
Nicht zu versäumen ist eben der Gasthof Locanda, wo 1508 die Abtretung Centos an Ferrara beschlossen wurde und wo sich Goethe 1786 aufhielt, wie es in einem Gedenkstein mit einem Zitat aus Italienischer Reise stolz bewiesen wird.

### Observatorium
Das Observatorium von Loiano, das durch das Osservatorio astronomico di Bologna geführt wird, ist von Frühling bis Herbst dank der Zusammenarbeit zwischen dem Observatorium, der Gemeinde Loiano und der Provinz Bologna geöffnet. In den Öffnungsmonaten werden viele Unterrichtsveranstaltungen angeboten, die eine geführte Beobachtung der Sterne (sowohl mit bloßem Auge als auch das Fernrohr), die Erläuterung der faszinierendsten Aspekte der modernen Astronomie durch multimediale Techniken und ein Maßstabsmodell der Planeten des Sonnensystems, das sich im Park befindet, umfassen.
Das Observatorium verfügt über zwei Spiegelteleskope: Eines mit einem Spiegeldurchmesser von 60 Zentimeter und das im Jahr 1976 fertiggestellte und nach G. D. Cassini benannte Teleskop mit einem Spiegel von 152 Zentimetern. Das erste, dessen wissenschaftliche Verwendung heute eingeschränkt ist, wird vorwiegend von nächtlichen Besuchern im Rahmen von Veranstaltungen wie il parco delle stelle (Sternenpark) verwendet, das zweite hingegen wird das ganze Jahr über von italienischen und ausländischen Forschern benutzt.

## Persönlichkeiten
- Maria Dalle Donne (1778–1842), Medizinerin